# Kirschengraben
Der Kirschengraben ist ein knapp zwei Kilometer langer Bach im unterfränkischen Landkreis Main-Spessart, der aus nordwestlicher Richtung kommend von links in den Altfelder Graben mündet.

## Verlauf
Der Kirschengraben entspringt im Sandstein-Spessart im Naturraum 141.2 Oberwittbacher Spessartvorland auf dem Gebiet der Gemarkung des
Marktheidenfelder Stadtteils Altfeld auf einer Höhe von etwa 334 m ü. NHN einer nur intermittierend wasserführenden Quelle. Die Quelle liegt etwa 400 m nordwestlich von Altfeld am Rande des Eichholzwaldes zwischen der Geschworenen Höhe im Westen und dem Geiersberg im Osten.
Der stark begradigte Bach fließt fast bis zuletzt südöstlich, anfangs parallel zur Römerstraße am Rande des Waldes durch eine Grünzone und dann  durch ein Sportgelände, nach dem er Altfeld erreicht und von dort an bis fast zur Mündung an dessen Weichbildrand zu den anschließenden Feldern im Nordosten entlangzieht. Nachdem er die Gartenstraße gequert hat, speist er einen kleinen Teich. Er kreuzt die Märzstraße und läuft daraufhin teils unterirdisch verrohrt, nunmehr mit einzelnen Häusern auch am linken Ufer, am südöstlichen Zipfel der Ortschaft entlang. Der Bach fließt unter der B 8 hindurch und wird nun südlich der Seilershöhe von Gehölz begleitet; rechts dieser Galerie liegen nun Wiesengrundstücke der erstmals weiter zurücktretenden Häuser. Der Bachlauf knickt auf diesem Abschnitt leicht nach Südsüdosten.
Bald danach stürzt er für seine letzten weniger als hundert Meter in einen erst wenig oberhalb einsetzenden und bewaldeten Klingeneinschnitt. Darin mündet er schließlich südwestlich von Altfeld auf einer Höhe von etwa 249 m ü. NN von links in den aus dem Westen heranfließenden Altfelder Graben, der vor seiner Unterlaufklinge wie er selbst auf ganzer Länge trockenfallen kann.